# Александровский комитет о раненых
Алекса́ндровский комите́т о ра́неных — благотворительное учреждение Российской империи для оказания помощи военнослужащим-инвалидам, а также семьям погибших или умерших от ран, существовавшее с 1814 по 1918 год и находившееся в городе Санкт-Петербурге.

## История создания Комитета
Александровский комитет о раненых учреждён императором Александром I в день первой годовщины Кульмского боя — 18 августа 1814 года — и первоначально был назван «комитетом, Высочайше учреждённым в 18-й день августа 1814 года». Под этим наименованием Комитет просуществовал до 19 марта 1858 года, когда был назван просто «Комитетом о раненых», и только в день 100-летия со дня рождения Александра I — 12 декабря 1877 года — ему было присвоено наименование Александровского.
Комитет учреждён «в знак признательности отечества к геройским подвигам армии и перенесённым ею славной службе и трудам в минувшие войны», а главное — «дабы вяще ознаменовать оные и в особенности день 18 августа».
Назначение Комитета император Александр I определил так: «Я отверзаю ныне путь, удобнейший всем увечным в последнюю, незабвенную по громким делам своим, войну — генералам, штабс- и обер-офицерам, не имеющим другого состояния, кроме определённого при отставке пенсиона, прибегать во всех нуждах своих ко Мне»; для этого на обязанность комитета, состоявшего из генерал-адъютантов Ф. П. Уварова, графа П. А. Строганова, графа П. В. Голенищева-Кутузова, А. А. Закревского и Н. М. Сипягина, было возложено «принимать просьбы и пещись о доставлении возможного вспомоществования» неимущим изувеченным офицерам.

## Руководители Комитета
Докладчиком императору по делам Комитета был назначен граф А. А. Аракчеев.
Штат канцелярии Комитета был утверждён 3 февраля 1819 года.
С 1827 года во главе Комитета стоял председатель, назначаемый императором. Эту должность последовательно исполняли генерал-адъютанты и генералы от инфантерии А. Я. Сукин (1827—1836), П. М. Капцевич (1836—1840), князь А. Г. Щербатов (1840—1843), М. Е. Храповицкий (1843—1846), П. Н. Ушаков (1846—1852), генерал от кавалерии граф П. П. фон-дер-Пален (1852—1860), генерал от артиллерии граф С. П. Сумароков (1860—1864), великий князь Константин Николаевич (1864—1892), великий князь Михаил Николаевич (1892—1909).
Формально комитет входил в военное ведомство. Положение от 9 февраля 1869 года подчёркивало, что Комитет в своих действиях подчинён непосредственно верховной власти.С 1 сентября 1910 г. председателем комитета был военный министр. По штатному расписанию  7 июня 1913 г. руководство состояло из председателя и десяти членов. С началом первой мировой войны были добавлены еще четыре члена.

## Денежные средства Комитета
Имея в виду исключительно обеспечение участи раненых и увечных офицеров, Александровский комитет о раненых в первое время своего существования совершенно не касался вопроса о призрении раненых нижних чинов. Последние пользовались покровительством частной благотворительности, инициатором которой явился П. П. Пезаровиус, издатель газеты «Русский инвалид».
Александр I, указом Правительствующего сената 21 декабря 1815 года, образованный Пезаровиусом инвалидный капитал в сумме 395 000 руб. повелел отдать в распоряжение «Комитета 18 августа 1814 года», и тогда же на попечение этого Комитета были переданы 1 200 отставных раненых нижних чинов, получавших пособия из собранных Пезаровиусом сумм. Сам Пезаровиус при этом был назначен членом комитета, управляющим его канцелярией и редактором основанной им газеты, вошедшей тогда же в ведение Комитета. К переданному Пезаровиусом капиталу были присоединены 294 173 руб., составлявшие особый капитал, хранившийся в комиссариатском департаменте.
Затем для увеличения инвалидного капитала принимались различные меры, а именно:
- 1) в 1816 году установлены вычеты за ордена, 10 % — вычеты с пособий, 5 % — с пожалованных ссуд, 3 % — с аренды, от 5 % до 25 % — с пожалованных в вечное владение земель;
- 2) в 1817 году — % вычеты со столовых денег, взимание за пожалованные медали (100—500 руб.), 10 % — вычет с пожалованных бриллиантовых и других вещей, внесение адрес-конторами Санкт-Петербурга и Москвы ежегодно по 25 000 руб., доходы с обязательного устройства театрами одного спектакля в пользу инвалидов, % вычеты с пенсий;
- 3) в 1819 году — отделение 1/8 части суммы, получаемой военными судами за захваченные призы.

Значительные суммы поступали в инвалидный капитал в виде пожертвований, которых за 1814—1825 годы сделано было свыше 1 700 000 руб., причем наиболее видными жертвователями были: канцлер граф Румянцев (237 742 руб.), генерал де-Ласси (247 000 руб.), графиня Браницкая (200 000 руб.), капитан-поручик Пашков, статский советник Яковлев и тайный советник Демидов (по 100 000 руб.), князь Голицын с супругой (127 510 руб.) и другие.
Кроме того, в инвалидный капитал поступало по мере получения жалование императора Александра I по званию шефа лейб-гвардии Преображенского полка.
Всё это привело к тому, что капиталы Комитета быстро возрастали, достигнув к 1825 году значительной суммы в 6 057 610 руб. (в 1815 году было лишь до 800 000 руб.).
В царствование императора Николая I средства Комитета в 1834 году, ко дню 25-летия его существования, достигли 13 917 637 руб. ассигнациями, что произошло вследствие увеличения годовых доходов (до 2 920 520 руб.), установления новых источников дохода (5 % сборов с доходов по конфискованным имениям польских мятежников и 75 % пошлины с выдаваемых заграничных паспортов) и новых крупных пожертвований, из которых наиболее значительными были:
- 1) тайного советника графа Румянцева (112 948 руб.),
- 2) купцов Рахмановых и Московского купеческого общества (по 50 000 руб.),
- 3) егермейстера Демидова (625 000 руб. ассигнациями) — на образование капитала его имени и другие.

В 1840 году в виду произведением графом Канкриным финансовой реформы инвалидный капитал в ассигнациях был обменян на новую монетную единицу и определён в 4 193 729 руб. серебром. С этого года отчёты комитета показывают, что численность сумм возрастает незначительно, а в некоторые годы капитал даже уменьшался (например, в 1841 году почти на 5 000 руб.); через 13 лет, то есть к 1853 году капитал не только не возрос, но даже дошёл до цифры в 3 301 155 руб. серебром, уменьшившись по сравнению с 1852 годом почти на 1 400 000 руб. Цифры эти красноречиво указывали, что в комитете совершались систематически злоупотребления и что возбуждение уголовного дела являлось лишь вопросом времени.
Помимо непосредственной помощи офицерам-инвалидам и их семьям с 1869 г. на комитет был возложен контроль за состоянием военных памятников.

### Расследование хищения денежных средств Комитета
К сожалению, военный суд был назначен лишь тогда, когда было расхищено комитетских сумм уже свыше 1 100 000 руб. серебром. Дело возникло случайно, вследствие заявления одного из соучастников расхищения председателю комитета о том, что умерший директор канцелярии комитета тайный советник А. Г. Политковский растратил свыше 950 000 руб.
4 февраля 1853 года по Высочайшему повелению была образована особая следственная комиссия, которая определила, что растрачено 1 108 546 руб. 1¾ коп. На допросах раскрылась и вопиющая система делопроизводства, облегчавшая постепенное увеличение растраты до названной выше цифры.
Политковский, поступив в комитет в 1831 году, скоро сделался помощником и правой рукой бескорыстного, но престарелого Пезаровиуса, в 1847 году уже был его заместителем и, вкравшись в доверие председателя и членов комитета, стал распоряжаться суммами комитета почти бесконтрольно.
Впервые Политковский позаимствовал у казначея в 1834 году 26 200 руб., из которых не вернул 4 500 руб., а затем приказал казначею завести особую тетрадь, в которой вести учёт «заимообразно» взятым суммам.
В 1851 году Политковский выдал казначею расписку в заимообразном получении 930 000 руб. серебром, но после этого стал брать деньги уже без всяких расписок, а в 1852 году приказал даже казначею сжечь «учётную тетрадь».
Вследствие неограниченной доверенности председателя и членов Политковский убедил их и в затруднительности поверять книги по непрестанному движению сумм, и в удобстве поверки наличных капиталов по особо составляемой в канцелярии «выборке», причем сам составлял «фальшивые ведомости», по которым показывались наличные суммы, но за вычетом «захваченных», а главное — сам Политковский при поверках и докладывал. Члены комитета ограничивались поверкой сумм по ведомостям и к денежному сундуку не подходили. Мало того, когда государственный контроль обратил внимание председателя генерал-адмирала Ушакова 1-го на замеченные беспорядки в отчётности, то получил от него отзыв, что «порядок свидетельствования сумм в комитете вполне соответствует сохранности вверенных ему капиталов» и что суммы поверяются по шнуровым книгам и документам (чего в действительности «никогда не исполнялось»).
Генеральный военный суд под председательством генерал-фельдмаршала князя Паскевича, рассмотрев дело, признал, что «бездействие власти и беспечность» допустили значительный государственный ущерб и приговорил виновных в том лиц к соответствующим наказаниям.
Политковский покончил с собой, все члены Комитета (А. Ф. Арбузов, П. Х. Граббе, К. К. Засс, П. А. Колзаков, К. Е. Мандерштерн) были лишены генерал-адъютантских званий, а его председатель, ветеран войн с Наполеоном, генерал от инфантерии П. Н. Ушаков уволен со службы, предан суду «за беспорядки, бездействие власти и допущение важного государственного ущерба» и помещён в крепость, где в том же году умер.
Вместе с тем Высочайше было повелено: строго подтвердить, чтобы на все обороты капиталов, состоящих в ведении комитета, также на сбережение сумм и совершенно правильное употребление денег с полной законной отчётностью, обращено было неослабное внимание. Это повеление впоследствии вошло в закон, которым напоминалось комитету, что первая обязанность его по отношению к капиталам заключается «в ограждении этих капиталов и сумм от всяких растрат и неправильных расходов».

### Восстановление растраченного капитала Комитета
По приведении всей отчётности в порядок определилось, что к 1 января 1854 года в действительности состоит всех капиталов 5 049 606 руб. (В 1853 году коллежский советник И. Я. Яковлев пожертвовал 1 000 000 руб. серебром и получил за это звание камергера и орден Святого Владимира 3-й степени.) С этого времени сумма эта непрерывно возрастала, достигнув к 1 января 1881 года цифры в 22 288 294 руб. Наиболее крупными пожертвованиями в этот период были:
- 1) капитал, составившийся из пожертвований в войну 1877—1878 годов, — 942 800 руб.;
- 2) такой же капитал, собранный жителями г. Санкт-Петербурга и Санкт-Петербургской губернии, — 433 800 руб.;
- 3) капитал, собранный московским обществом в 1859 году, — 300 000 руб.

К 1894 году капиталы составляли сумму в 28 383 825 руб., продолжая непрерывно увеличиваться.
К 1 января 1909 года в ведении Комитета состояло 59 различных капиталов, составлявших в общем 56 304 374 руб., из которых на долю собственно инвалидного капитала приходилось 50 451 304 руб.

## Лица, имевшие право на помощь Комитета
После распространения покровительства на отставных нижних чинов-инвалидов с 1816 года таковое было распространено также на вдов, сирот и матерей офицеров, умерших на войне от полученных увечий, а в 1819 году и на их отцов. Затем под покровительство приняты:
- 1) в 1827—1829 годах — офицеры казачьих войск и участники персидской и турецкой войн; инвалиды, состоящие на службе; в определённых случаях их малолетние братья и сестры;
- 2) в 1845—1853 годах — чины пограничной стражи и моряки, получившие увечье при исполнении служебных обязанностей; чины пожарных команд и их семьи, а также семьи воинских чинов, получивших увечье в нарядах на пожары.

В царствование Александра II под покровительство Комитета приняты семейства нижних чинов, подлежавших при жизни таковому покровительству, и вообще правом покровительства стали пользоваться и другие новые категории лиц (сёстры милосердия, чиновники, священники и т. д.), причём в последующие царствования круг таких лиц расширялся всё более и более.
В 1909 году законом было установлено, что Комитетом оказывается покровительство:
- 1) состоящим на военной службе, числящимся в запасе и отставным, получившим раны, увечья травматического происхождения и ушибы, в делах против неприятеля, во время военных действий, хотя и не от неприятельского оружия, и при подавлении мятежей и беспорядков;
- 2) получившим в мирное время раны, увечья травматического происхождения и ушибы случайно на смотрах, манёврах, учениях и вообще при исполнении служебных обязанностей, когда от влияния ран, увечий и ушибов будет ими оставлена служба;
- 3) семейства лиц, пользовавшихся покровительством, но лишь в случае смерти последних.

Что же касается видов покровительства, то в царствование Александра I было установлено:
- а) для офицеров:
  - 1) назначение раненым из инвалидного капитала пенсий и постоянного пособия на наём прислуги;
  - 2) назначение пенсии из государственной казны;
  - 3) назначение единовременных пособий;
  - 4) определение на должности;
  - 5) выдача заимообразных ссуд;
  - 6) назначение квартирного и врачебного довольствия;
  - 7) назначение единовременного пособия по орденам;
  - 8) переименование раненых военных чинов в гражданские и определение их на должности (городничих и т. д.);
- б) для семейств офицеров:
  - 1) назначение пенсий из инвалидного капитала;
  - 2) выдача единовременных пособий;
  - 3) содействие Комитета по воспитанию детей;
- в) для нижних чинов:
  - 1) назначение пенсий;
  - 2) помещение на призрение в богадельни.

В царствование Николая I виды покровительства офицеров и их семей остались те же, но для нижних чинов было ещё установлено:
- 1) назначение единовременных пособий;
- 2) определение в тюремные надзиратели;
- 3) призрение при памятниках (на Куликовом поле, в Малом Ярославце, Тарутине, Бородине, Клястицах, Ковне, памятнике Я. П. Кульневу и монументе в Полоцке), при которых инвалиды стали помещаться в качестве сторожей.

При Александре II виды покровительства ещё более расширились, так как было установлено, сверх перечисленного выше, ещё и следующее:
- а) для офицеров — назначение кандидатского пособия (временно, взамен пенсии) и пособия по золотому оружию;
- б) для семей офицеров — выдача свидетельства на квартирное довольствие.

В последующие царствования виды покровительства в общем почти не изменялись, но зато в течение всего периода существования Комитета менялись сообразно указаниям практики различные оклады пенсий, пособий и т. д.
За первое 25-летие деятельности Комитета воспользовалось покровительством 26 509 человек, на которых было израсходовано свыше 23 000 000 руб. За последующий период, с 1840 года (с обмена ассигнации на серебро) по 1909 год, Комитетом было назначено всего пенсий на сумму свыше 86 000 000 руб., а пособий — свыше 30 000 000 руб.
Деятельность комитета за период с 1899 по 1909 год выражается в расходовании на разные виды покровительства ежегодно 3—5,6 млн руб., которые распределяются на следующее:
- 1) на производство пенсий — 2,2—3,7 млн руб.;
- 2) на выдачу пособий — 552—1 208 тыс. руб.;
- 3) на уплату за воспитание — 250—280 тыс. руб.;
- 4) на уплату за содержание в богадельнях (1 300—1 400 чел.) — 250—280 тыс. руб.

На 1889 год в ведении Комитета были Чесменская (в Санкт-Петербурге) и Измайловская (в Москве) военные богадельни с семейными домами при них и Лопухинский инвалидный дом в Порховском уезде Псковской губернии.
Только за десятилетие — с 1892 по 1902 год — Комитет потратил на Чесменскую богадельню 340 084 руб. (ремонт, водоснабжение, электрификация).

## Месторасположение Комитета
Первоначально Комитет располагался в здании Старого Эрмитажа, с 1851 года — в боковом крыле Таврического дворца, затем в съёмных квартирах: в 1856—1867 годах — в доме графини Апраксиной (Литейный пр., 48), в 1867—1873 годах — в доме Мансуровой (Литейный пр., 52), в 1873—1878 годах — в доме Трофимова (Надеждинская, 11; ныне ул. Маяковского, 9), в 1878—1900 годах — в доме Тупикова (Пантелеймоновская ул., ныне ул. Пестеля, 14/21).
В 1901 году для Комитета по проекту гражданского инженера Н. Д. Цвейберга было выстроено специальное здание на Кирочной ул., 4, примыкавшее к зданию Главного казначейства, где хранились его капиталы. Стоимость строительства составила 368 000 руб. Тогда же Комитетом было субсидировано строительство здания Мариинского приюта для ампутированных и увечных воинов.

## Деятельность Комитета после 1902 года
По штату от 17 июля 1902 года канцелярия Комитета состояла из 43 чиновников, распределённых по 5 делопроизводствам.
В 1914 году на здании по Кирочной, 4 была установлена мраморная мемориальная доска «К столетию Александровского Комитета о раненых. 1814—1914. Основателю „Инвалидного Капитала“ и газеты „Русский Инвалид“ П. П. Помиан-Пезаровиусу».
Важнейшими изменениями в организации Комитета были:
- 1) назначение в 1864 году, в день 50-летнего юбилея Комитета, председателем его великого князя Константина Николаевича и членами великих князей Михаила Николаевича и Николая Николаевича;
- 2) назначение с этого времени членами Комитета не исключительно генерал-адъютантов, как это было со времени основания Комитета, но и просто заслуженных и боевых генералов;
- 3) назначение в 1892 году председателем Комитета великого князя Михаила Николаевича.

Комитет с самого своего основания был обособлен от Военного министерства, причём в законе даже особой статьёй было подчёркнуто, что Комитет лишь «причисляется к министерству», но не входит в его состав.
Практика давно определила целый ряд неудобств, возникавших при совместной деятельности Комитета и Военного министерства.
По различным причинам обособленность Комитета продолжала существовать вплоть до 1909 года, и лишь Высочайшим повелением 7 декабря 1909 года Комитет был включен в состав Военного министерства. 1 сентября 1910 года (приказ по в. в. № 496) председателем Комитета стал военный министр (В. А. Сухомлинов, затем его преемники).
Число членов Комитета определено штатом в 10 человек; с 1906 года (приказ по в. в. № 31) Высочайшим указано, чтобы «временно, пока в Комитете число членов будет превышать 10 человек, назначение новых членов испрашивать с таким расчётом, чтобы на каждых 2 убывающих назначать не более 1 нового члена».
Членами Комитета в это время состояли: генералы А. В. Олсуфьев, А. Я. Чемерзин, В. А. де Латур-де-Бернгардт, А. В. Оноприенко, Г. В. Крюков, М. Ф. Ореус, Г. И. Бобриков, Р. С. фон Раабен, А. Э. Будде, Г. К. фон Штакельберг, Г. С. Химшиев, В. В. Сахаров, В. Н. Данилов, Н. И. Подвальнюк и вице-адмирал Н. А. Беклемишев, а также все командующие военными округами и все генерал-губернаторы. Управляющим делами Комитета был генерал от инфантерии П. А. Смородский.
Комитет был ликвидирован постановлением Совнаркома от 15 октября 1918 года.